# Одесский лицей «Мариинский»
Оде́сский лице́й «Марии́нский» Оде́сского городско́го сове́та (укр. Одеський ліцей «Маріїнський» Одеської міської ради (также просто Мари́инский [sic] лицей; в народе — Марии́нка) — одно из старейших учебных заведений города Одессы и Одесской области, первая женская гимназия города Одессы. Основано в 1868 году.
Ранее — Одесская Мариинская гимназия Одесского городского совета Одесской области. Переименована в Одесский лицей «Мариинский» Одесского городского совета 30 ноября 2022 года.
Гимназия была названа в честь императрицы Марии Александровны, супруги императора Александра II.

## История

### Девичий пансион
8 (20) сентября 1858 года с разрешения попечителя Одесского учебного округа Н. И. Пирогова госпожа А. Э. Фон-Оглио, жена поручика, открыла 3-классный девичий пансион в доме № 2 на углу Соборной площади и улицы Садовой, позже перестроенном по проекту архитектора Людвига Цезаревича Оттона в 1875 году и известном ныне как дом Жозефины де Рокко. В пансионе давал уроки естествознания и анатомии Н. И. Пирогов.
В 1860 году пансион переехал в дом № 11 (теперь № 9) на углу улиц Гулевой и Ямской, который ранее принадлежал господину Гиллю (а ранее — Тальяферо).

### Частная женская гимназия
В 1862 году пансион преобразован в 6-классную частную женскую гимназию, первую в Одессе и области, при которой были созданы педагогический и попечительный советы.
В 1863 году было высочайше разрешено отпустить на всё время существования заведения 1500 руб., чтобы бесплатно учились 15 девушек по назначению городского общества. Фон-Оглио предложила попечителю одесского учебного округа и градоначальнику Одессы поместить в гимназию 1—20, 2—10[уточнить] бедных девушек за 1/2 платы. Частным образом в гимназии воспитывалось ещё несколько учениц. Плата составляла 50 руб. в год.
В 1863 году гимназию осматривал член учёного комитета Министерства народного просвещения, тайный советник А. Ф. Постельс и дал о гимназии лестный отзыв.
В 1864 году составленные педагогическим советом гимназии программы были утверждены попечителем Одесского учебного округа и рекомендованы другим учебным заведениям.
23 сентября (5 октября) 1864 года гимназию посетил министр внутренних дел П. А. Валуев и объявил Фон-Оглио благодарность за бесплатное обучение 45 девушек.
В 1865 году по плану гимназии, утверждённому попечителем Одесского учебного округа, девять учениц 6-го (последнего) класса сдавали в Ришельевском лицее, а с 1867 года — в Новороссийском университете, экзамен на звание домашней учительницы. Мариинская гимназия направляла своих выпускников на работу преподавателями в Новороссийский край, Болгарию, Черногорию, Сербию.
В отчёте по управлению Одесским учебным округом за 1865 год гимназия Фон-Оглио названа в четвёрке лучших частных женских гимназий.

### Дарование имени

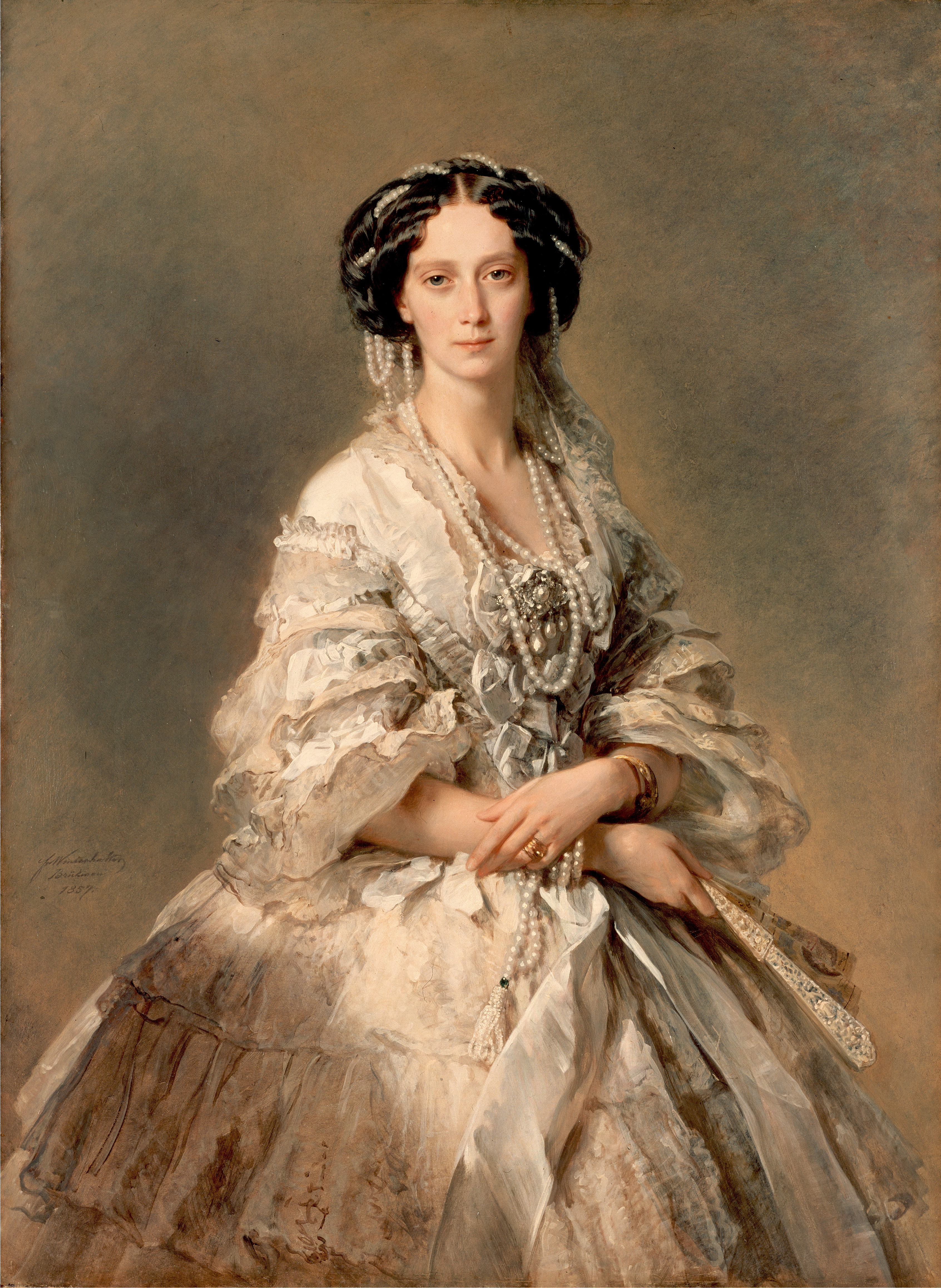
Мария Александровна (принцесса Гессен-Дармштадтская, жена Александра II), чьё имя носит гимназия

В июне 1867 года состоялся «…Высочайший приезд Государыни Императрицы Марии Александровны. Госпожа Фон-Оглио с четырьмя воспитанницами была вызвана в Одесский институт и там имела счастье быть представленной Её Величеству генерал-губернатором П. Е. Коцебу и попечителем учебного округа, как начальница гимназии, которая будет иметь счастье находиться под Её Высоким покровительством». Императрица занималась вопросами открытых всесословных женских учебных заведений, благотворительностью. Она приняла Фон-Оглио и четверых воспитанниц гимназии, пожелала им успехов. Но на ходатайство городской думы о разрешении наименовать гимназию Мариинской пожелала чтобы сначала гимназия стала городской.
7 (19) июня 1867 года Одесская Общая дума на чрезвычайном заседании постановила учредить общественную городскую женскую гимназию. Министерство народного просвещения дало своё согласие на то, чтобы председателем попечительского совета был назначен не уездный предводитель дворянства, а городской голова.
26 декабря 1868 (7 января 1869) года последовало Высочайшее соизволение на дарование гимназии имени Мариинской.

### В концеXIX века
Все посещения императором Александром II Одессы были обозначены в жизни ученичества. 1875—1876 учебный год был ознаменован тем, что воспитанницы Мариинской женской гимназии, вместе с остальным ученичеством г. Одессы, принимали участие в праздничной встрече Государя Императора Александра II в приезде Его 7 (19) сентября 1875 года в Одессу.
За 1879—1880 гг. Мариинская женская гимназия города Одессы получила две благодарности, что и было отмечено в летописи этого учебного заведения: «Из событий 1879—80 учебного года в жизни гимназии прежде укажем на то, что педагогический совет 10 (22) марта 1880 получил Высочайшую благодарность Государя Императора Александра II за то, что поставили в гимназии икону Святого Александра Невского в память спасения жизни Государя Императора 5 (17) февраля 1880»; «Воспитанницы Мариинской женской гимназии 4 (16) апреля 1880 получили Высочайшую благодарность за подношение Его Императорскому Величеству Государю Императору, по поводу 19 февраля (2 марта) 1880 двадцатипятилетия его царствования, вышитой ими скатерти».
В 1880 году в честь двадцатипятилетия царствования российского императора Александра II служащими в Одесском учебном округе было учреждено несколько стипендий Имени Императора Александра II. Одна из них в 120 рублей в год была учреждена для женских гимназий и должна была переходить по очереди ко всем женским гимназиям. По условиям этой стипендии, в Одесской Мариинской гимназии она находилась 4,5 года, а затем передавалась другому учебному заведению.
На содержание Мариинской гимназии в 1889 году город тратил 39 459 рублей. До 69 % расходов приходилось на вознаграждение преподавательницам и надзирательницам.

#### Помощь малообеспеченным воспитанницам
Позволить себе оплату обучения в гимназии не всем было под силу.
К 1876 году дела Семёна Исаевича Вейнберга, деда Георгия Адамовича, были так плохи, что он не мог заплатить за обучение дочек, учившихся в Мариинской гимназии.
Сохранилось письмо с неразборчивой подписью, адресованное начальнице гимназии Патлаевской:
Милостивая государыня Анна Николаевна, обращаюсь к Вам с покорнейшею просьбою повременить до Нового года с требованием денег за учение детей Семена Исаевича Вейнберга, стесненные обстоятельства которого мне лично известны. При том же я намерен войти с представлением в Комиссию об освобождении его дочерей от платы за учение.
Уверенный в исполнении моей просьбы, имею честь оставаться с совершенным почтением Вашим покорным слугою.

/Подпись/ Одесса 25 октября (6 ноября) 1876 г..
Из более позднего письма С. Вейнберга выясняется, что с ходатайством этим обращался городской голова Николай Александрович Новосельский. (Возможно, об этом его просил Яков Исаевич Вейнберг, который почти 30 лет был гласным городской думы.)
Милостивая государыня Анна Николаевна.
Николай Александрович Новосельский в письме своем на Ваше имя заявил Вам, что он намерен войти с представлением об освобождении детей моих от платы за ученье.
Так как третьего дня детям моим было приказано внести следуемую с них плату, то я полагаю, что представление его и разрешение не получили надлежащего хода.
Позволяю себе обратиться к Вам, милостивая государыня, с покорнейшей просьбой не отказать повременить несколько дней, чтобы тем самым дать мне возможность получить верные сведения относительно этого дела.
В случае же окажется, что ходатайство его превосходительства не может увенчаться успехом, я внесу всю следуемую сумму непременно 2-го числа марта м-ца сего 1877 года.
С истинным почтением и совершенной преданностью имею честь быть Вашим, милостивая государыня, покорным слугою.

С. Вейнберг.
Судьба этого ходатайства не известна. Известно только, что девочки доучились. Сохранился аттестат Веры Вейнберг, выданный 13 (25) июня 1878 года, об окончании ею с серебряной медалью семи классов.
В заботе о малообеспеченных лицах в 1880 году в гимназии открывается попечительство о недостающих учениках. Цель его — снабжать учеников учебниками, вносить за них плату за обучение и выдавать денежные пособия. В 1880 году этой помощью воспользовались 11 человек.
В Мариинской женской гимназии учились и две дочери Веры Петровны Желиховской. Семья нуждалась, и поэтому 17 (29) июля 1881 года В. П. Желиховская подаёт прошение в Попечительный совет Одесской Мариинской женской гимназии. В нём она, как вдова человека, 25 лет прослужившего Инспектором Кавказского учебного округа, просит «об увольнении дочерей моих Надежды и Елены от платы, взимаемой за право учения». Её просьба была удовлетворена. Заявление Веры Петровны хранится в Государственном архиве Одесской области.
С 1881 по 1883 года в число почётных членов Общества пособия недостающим ученицам Мариинской гимназии входит временный Одесский генерал-губернатор князь A. M. Дондуков-Корсаков с супругой.

### В началеXX века
В начале XX века в гимназии обучались около 500 учениц. Плата за обучение составляла от 50 до 100 рублей в зависимости от класса обучения. Наибольшую плату за обучение в размере 100 рублей платили в восьмом, педагогическом классе, который давал выпускницам право работать учительницами.
Список сотрудников Одесской 1-й Мариинской женской гимназии можно найти в Памятной книжке Херсонской губернии на 1901 год в списке должностных лиц Одессы по Министерству народного просвещения.
По сообщениям одесских газет, в 1908 году Анна Николаевна Патлаевская, начальница Мариинской женской гимназии, была Высочайше награждена золотой медалью «За усердие» на Станиславской ленте.

### В годы Советской власти
Мариинская гимназия существовала до 1920 года.
Вследствие перемен, последовавших за Октябрьской революцией, гимназия становится трудовой школой Соцвоса № 3 с украинским языком обучения.
Во время оккупации румынский король Михай I открыл здесь Одесский русский теоретический лицей № 2.
В октябре 1947-го с 17-й станции Большого Фонтана в здание бывшей женской гимназии перевели дипломатическую школу или специнтернат № 2 для детей-сирот с углублённым изучением английского языка. Вскоре интернат перевели на улицу Комитетскую на Молдаванке, а в здании разместились средняя женская школа № 3 и школа рабочей молодёжи № 9.

Во второй половине XX века гимназия была известна как средняя школа № 3.
В 1990 году носит название «школа-гимназия».

### В независимой Украине
С сентября 1993-го именовалась гимназией № 3.
В 1994 году решением Одесского городского совета гимназии № 3 возвращено историческое название «Мариинская гимназия».
Согласно решению Одесского городского совета V созыва, принятому на ІV сессии 30 ноября 2006 года, внесено изменение в название путём добавления в него слова «Одесская». С 16 января 2007 года — Одесская Мариинская гимназия.
5 мая 2009 года состоялся высочайший визит в Одессу Главы Императорского Дома Романовых Великой княгини Марии Владимировны. Среди прочего Глава Дома Романовых посетила Одесскую Мариинскую гимназию, состоявшую под покровительством её царственной прапрабабушки Императрицы Марии Александровны.

## Здание
С 1860 года здание гимназии на углу улиц Льва Толстого и Новосельского, построенное по проекту архитектора Кесаря Кесаревича Отона, неоднократно перестраивалось и ремонтировалось.
Решением Одесского областного исполнительного комитета совета депутатов трудящихся от 27 июля 1971 года № 381 и решением Одесского областного исполнительного комитета совета народных депутатов от 25 декабря 1984 года № 652 зданию присвоен статус памятника истории местного значения.
Решением исполнительного комитета Одесского областного совета от 27 декабря 1991 года № 580 «Об утверждении перечня объектов, подлежащих принятию под охрану как памятники градостроительства и архитектуры местного значения» здание было признано памятником градостроительства и архитектуры местного значения.
Приказом Министерства культуры и туризма Украины от 20 июня 2008 года № 728/0/16-08 здание занесено в Государственный реестр недвижимых памятников Украины как памятник архитектуры, градостроительства и истории в категории памятников местного значения c присвоением охранного номера 427-Од.
На фасаде здания гимназии со стороны улицы Льва Толстого установлены мемориальные доски А. В. Неждановой и Н. А. Гефту.
Над входом сохранился аккуратный фонарь, под которым ранее была табличка с надписью «ДОМЪ ГОРОДСКОЙ».

## Лица гимназии

### Руководители

#### Начальницы
- 1858—1869 — Александра Э. Фон-Оглио
- 1869—1873 — Е. И. Муромцева (Ильина)
- 1874—1914 — Патлаевская (Лекторская) Анна Николаевна
- 1914—1920 — Мерзлякова Ольга Николаевна

#### Директора
- Станкова Анна Ивановна (1896—1981)
- Чернов Фёдор Николаевич
- 1988—1998 — Уродова Татьяна Георгиевна
- 1998—2003 — Бацевич Светлана Андреевна
- 2003— н.в.— Шульга (Косминская) Светлана Филипповна

### Преподаватели
- Гайдамак Светлана Ефимовна (1969—2001), заслуженный учитель Украины (1994), Соросовский учитель (1995, 1997), отличник образования Украины[36]
- Маркевич Алексей Иванович (1875—1884), преподаватель истории, историк, общественный деятель, профессор (1889)[37]
- Орбинский Роберт Васильевич (1869—1871), писатель, член многих учёных обществ
- Пирогов Николай Иванович
- Сеченов Иван Михайлович (1871—1876), крупнейший физиолог, учёный с мировым именем
- Яцимирская Ольга Мариановна (1 ноября 1908 года[38] — ?), награждена орденом Ленина за плодотворную педагогическую работу

### Ученики
- Гефт Николай Артурович (1923—1926), советский чекист-разведчик
- Катульская Елена Климентьевна (1897—1905), оперная певица, профессор (1950), лауреат Сталинской премии второй степени (1950), народная артистка СССР (1965)
- Коваль Игорь Николаевич, ректор ОНУ им. И. И. Мечникова, заведующий кафедрой международных отношений, доктор политических наук (2000), профессор (2001), заслуженный деятель науки и техники Украины (2004), секретарь Одесского городского совета VIII созыва
- Лобода Пётр Григорьевич (1957—1962), исследователь древней истории Украины, основатель и директор Одесского музея нумизматики
- Нежданова Антонина Васильевна (1883—1889), оперная певица, Герой Труда (1925), народная артистка СССР (1936), лауреат Государственной премии СССР (1943), доктор искусствоведения (1944)
- Савина Мария Гавриловна[39]
- Стрельченко Вадим Константинович, поэт
- Шувалов Роман Алексеевич[укр.] (1921—1926)[40], участник обороны Одессы, награждён медалью «За отвагу» (1943), орденом Красной Звезды (1944), орденом Отечественной войны I степени (1945)[41], известный одесский краевед[42]

## Международное сотрудничество
Гимназия получила статус ассоциированной школы ЮНЕСКО (сертификат от 26 апреля 1994 года).
25 марта 2003 года подписан договор о побратимских связях между Мариинской гимназией города Одессы и Музыкальной школой города Волос (Греция).

## Обучение в гимназии
На обучение принимаются учащиеся после четырёх классов начальной школы. Продолжительность обучения в гимназии — 7 лет.
Классы нумеруются с первого, то есть 5-й и 11-й классы общеобразовательной школы соответствуют 1-му и 7-му классам гимназии.
Начиная с 4-го (8-го) класса, классы делят на профили — математический, экономический, лингвистический. С 2012 года лингвистический профиль был заменён на профиль информационных технологий.
В конце каждого семестра проводятся контрольные работы, называемые «рейтингами». Максимальная оценка по рейтингу — 50 баллов. По средним результатам за четыре рейтинга определяются обладатели стипендии.
В гимназии изучаются четыре иностранных языка: английский, французский, немецкий, греческий (последний — факультативно).

## Традиции
В гимназии действует Попечительский совет.
В учебном заведении много лет работает музей гимназии под руководством учителя истории и правоведения Дузь Тамары Вадимовны.
В гимназии издаётся газета «Мариинские ведомости».
Ученикам также выдают свои дневники и книжки гимназиста (табели успеваемости в одной книжке).
Гимназия регулярно проводит семинары для учителей и научно-практические конференции.

### Символы
- Герб
- Бело-зелёный флаг
- Гимн «Мариинка, Мариинка…» (на мелодию песни «Александра» из к/ф «Москва слезам не верит», музыка С. Никитина)
- Традиционная форма гимназистов была зелёного цвета или цвета морской волны.

### Праздничные дни
- День знаний (посвящение в гимназисты с прочтением Клятвы гимназиста)
- День самоуправления (пятница перед Днём работника образования; гимназисты-старшеклассники проводят занятия в младших классах)
- День гимназии (26 декабря)
- Встреча выпускников (10 апреля)
- День творческих успехов (в конце учебного года)

## Достижения и награды
- Коллектив гимназии награждён Почётной грамотой Министра образования Украины В. Г. Кременя № 90320 за целенаправленное утверждение гуманистических принципов ЮНЕСКО в учебно-воспитательном процессе и активное участие в Международном проекте ассоциированных школ ЮНЕСКО.
- Лауреат Всеукраинского конкурса «100 лучших школ Украины — 2006» в номинации «Школа педагогического поиска».
- Диплом за высокие творческие достижения в усовершенствовании содержания учебно-воспитательного процесса XI Международной выставки учебных заведений «Современное образование в Украине — 2008» (27—29 февраля 2008 года, Киев).
- Газета «Мариинские ведомости» в 2012 году приняла участие в XV Национальном конкурсе школьных газет и стала победителем в номинации «Лучшая газета»[43].
- Трудовой коллектив гимназии награждён Почётной грамотой исполнительного комитета Одесского городского совета за добросовестный плодотворный труд, достижение высоких результатов в образовательной подготовке учеников и по случаю празднования 145-й годовщины основания учебного заведения[44].